# Nayuchi
Nayuchi ist ein Eisenbahngrenzposten in Malawi an der Grenze zu Mosambik. Er liegt an der Eisenbahnlinie nach Cuamba und weiter zum Hafen von Nacala. Hier werden Visa-, Zoll- und Einfuhrmodalitäten abgewickelt. Er ist in multinationalen Planungen und politischen Diskussionen, vor allem im Kontext der Südafrikanische Entwicklungsgemeinschaft (SADC) ein häufiger Begriff, da Nacala der wichtigste Tiefseehafen für Zentralafrika und die Eisenbahn dorthin von großer verkehrstechnischer Bedeutung ist.